# Nattferd
Nattferd è il primo album in studio del gruppo black metal norvegese Ragnarok, pubblicato nel 1995.

## Tracce
1. Intro – 1:53
2. Pagan Land – 2:35
3. Age of Pride – 7:04
4. From the Darkest Deep – 4:24
5. Daudens Natt – 6:40
6. The Norse Winter Demon – 4:52
7. Hammerns Slag – 3:09
8. Minner Om Svunne Tider – 4:23
9. Et Vinterland i Nord – 5:33
10. Ragnarok – 4:59
11. Nattferd (Outro) – 2:11

## Formazione

### Gruppo
- Thyme - voce
- Rym - chitarra
- Jerv - basso
- Jontho - batteria

### Altri musicisti
- Pål Espen Johannesen - tastiera